# (1526) Mikkeli
(1526) Mikkeli es un asteroide perteneciente al cinturón de asteroides descubierto por Yrjö Väisälä el 7 de octubre de 1939 desde el observatorio de Iso-Heikkilä, Finlandia.

## Designación y nombre
Mikkeli fue designado inicialmente como 1939 TF.
Más tarde se nombró por la ciudad finlandesa de Mikkeli.

## Características orbitales
Mikkeli está situado a una distancia media del Sol de 2,315 ua, pudiendo acercarse hasta 1,88 ua. Su inclinación orbital es 6,205° y la excentricidad 0,188. Emplea en completar una órbita alrededor del Sol 1287 días.